# Дифтордихлорметан
Дифтордихлормета́н (он же дихлордифтормета́н, фрео́н R 12, фрео́н-12, хладо́н-12, CFC-12, аркто́н 6, R-12) — органическое вещество, производное метана, полностью замещённый галогеналкан, фреон с формулой CCl2F2. При нормальных условиях представляет собой бесцветный негорючий газ, при высокой концентрации имеет лёгкий эфироподобный запах.
Является сильным разрушающим озоновый слой в атмосфере Земли агентом, в связи с чем его производство и использование в 1989 году было запрещено в развитых странах (странах, не подпадающих под действие статьи 5 Монреальского протокола).

## Получение
Получают взаимодействием четыреххлористого углерода с фтороводородом в присутствии пентахлорида сурьмы в качестве катализатора:
{\displaystyle {\ce {CCl4 + 2 HF -> CCl2F2 + 2 HCl}}}.
Побочными продуктами этой реакции являются трихлорфторметан ({\displaystyle {\ce {CCl3F}}}), хлортрифторметан ({\displaystyle {\ce {CClF3}}}) и тетрафторметан ({\displaystyle {\ce {CF4}}}).

## Физические свойства
При нормальных условиях представляет собой тяжёлый, примерно в 4 раза тяжелее воздуха, бесцветный газ, со слабым эфирным запахом.
Ниже −29,8 °C при атмосферном давлении сжижается в бесцветную жидкость.
Растворяется в большинстве органических растворителей.

## Применение
Использовался как холодильный агент и в качестве пропеллента в аэрозольных баллонах, в настоящее время его применение запрещено Монреальским протоколом.

## Влияние на экологию
Дифтордихлорметан обладает высокой озоноразрушающей активностью, образуя озоновые дыры. Поэтому его производство и использование ограничено Монреальским протоколом. К 1994 году был в основном заменён тетрафторэтаном.
Коэффициент возможности истощения озонового слоя (ODP) 0,9 (CCl3F = 1). Потенциал глобального потепления (GWP) 8500 (CO2 = 1).

Рост концентрации CFC-12 в атмосфере
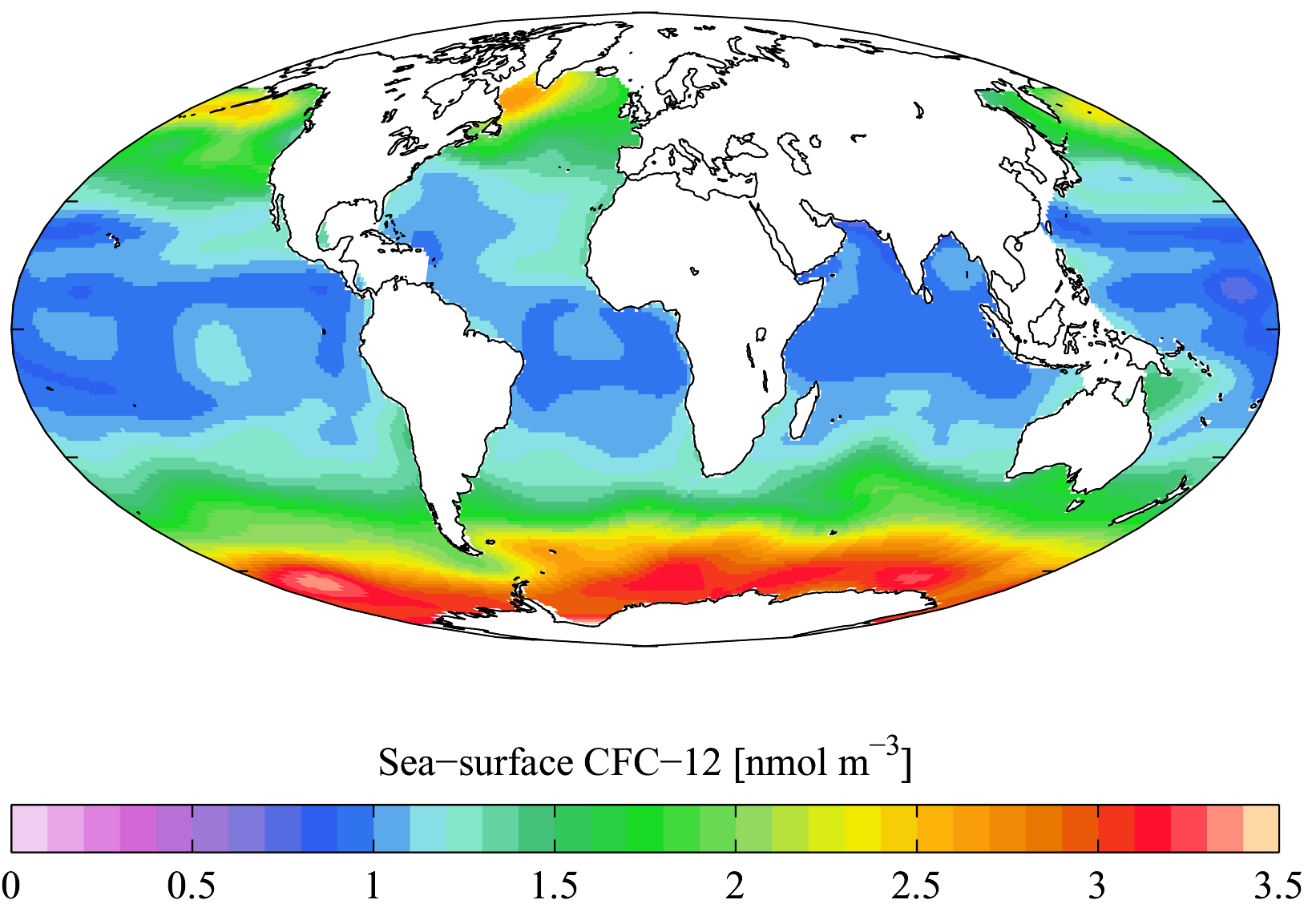
Карта концентраций CFC-12 на уровне моря, 1990 год
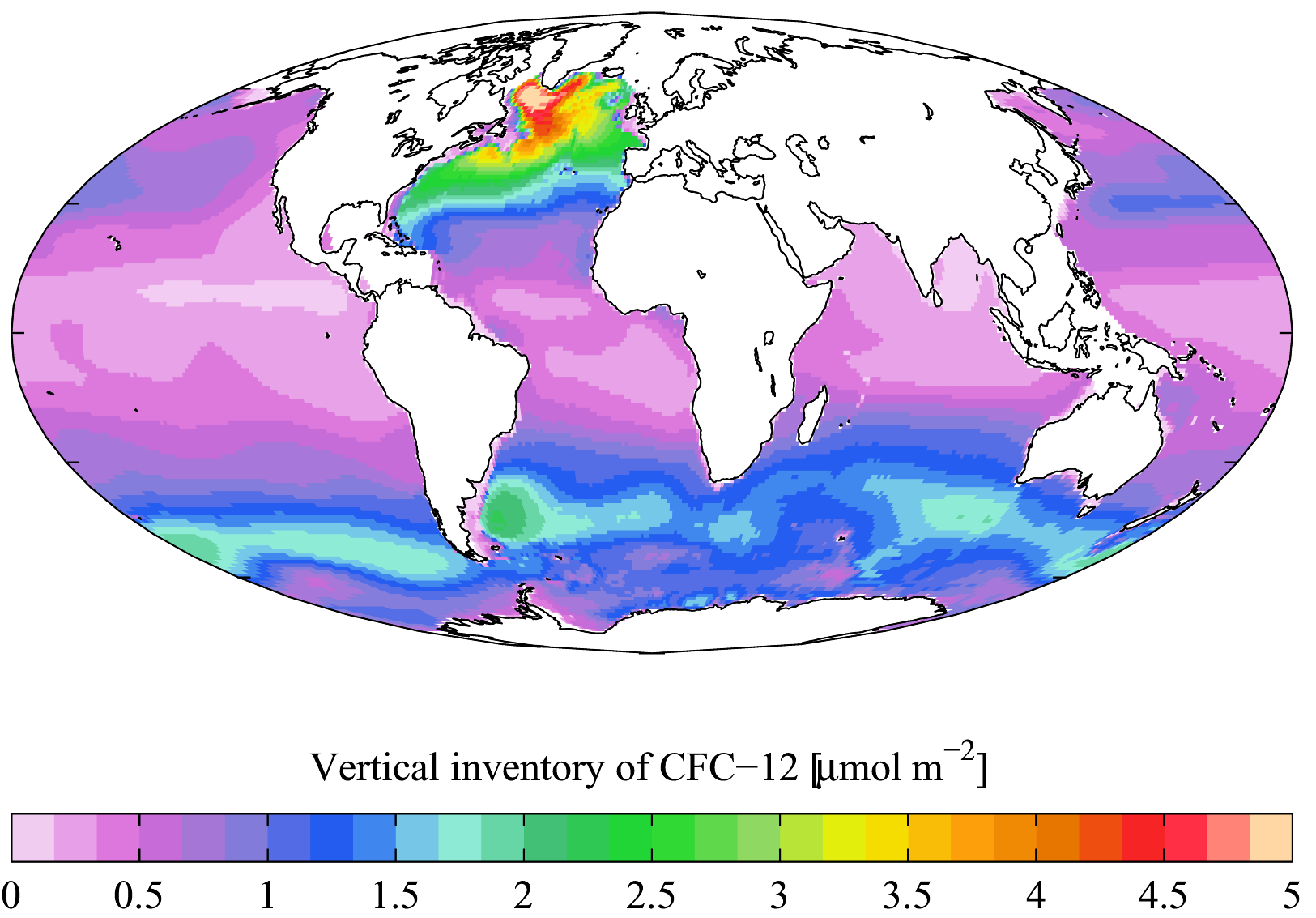
Карта концентраций CFC-12 над океаном, 1990 год
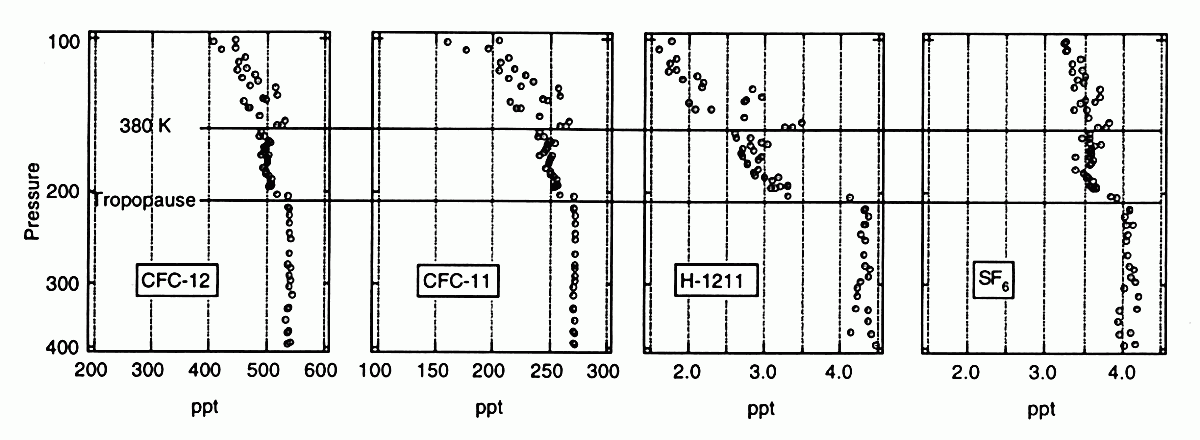
Вертикальные профили концентраций CFC-12, CFC-11, H-1211 и SF6

## Опасность для здоровья
Оказывает раздражающее действие на органы дыхания, снижает сократительную способность миокарда, артериальное давление, нарушает сердечную проводимость, повышает сопротивление лёгочных сосудов, угнетает центральную нервную систему.
Острые отравления обычно связаны как с действием самого вещества, так и продуктов его разложения (при термическом разложении при нагревании выше 150 °C образуется фосген, в присутствии кислорода разлагается с выделением хлороводородной и фтороводородной кислот, карбонилгалогенидов).
При лёгких отравлениях пострадавшие жалуются на головную боль, головокружения, слабость, тошноту, рвоту, иногда повышенную сонливость. Это состояние длится от нескольких часов до 1—2 суток. В более тяжёлых случаях возможны жалобы на раздражение слизистых глаз и верхних дыхательных путей, сухость в носоглотке, ощущение удушья, тремор рук и ног, обморочное состояние, слуховые галлюцинации.
Ингаляционное воздействие приводит к раздражению слизистых поверхностей глаз и верхних дыхательных путей. При попадании на кожу возникают ожоги.
Хронические, подострые и острые отравления наносят необратимый вред здоровью.
Контакт с некоторыми химически активными металлами может привести к взрыву при определённых условиях. (например, при повышенные температуры и/или давления).